# William V. Pratt

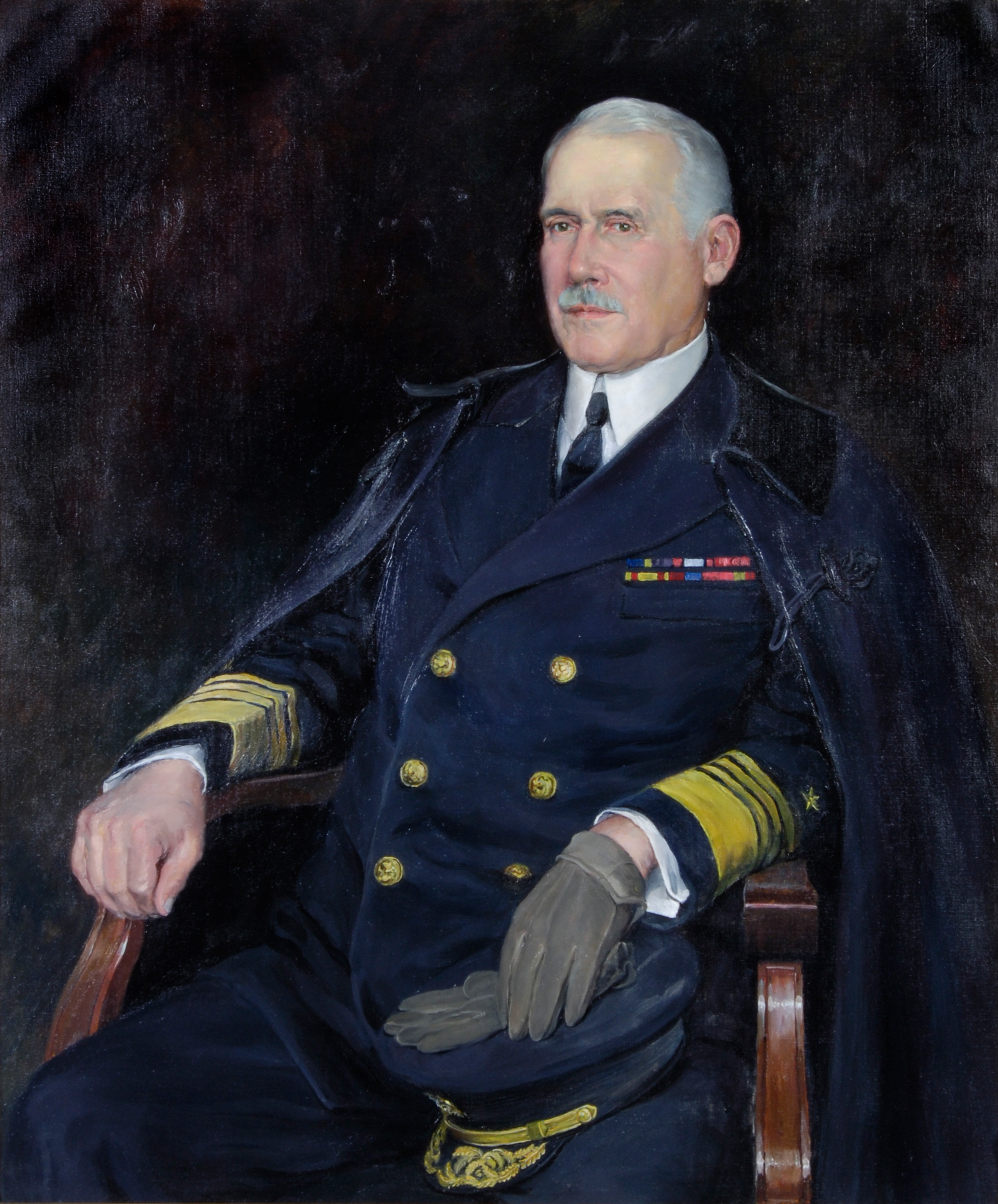
James V. Pratt

William Veazie Pratt (* 28. Februar 1869 in Belfast, Maine; † 25. November 1957 in Boston, Massachusetts) war ein US-amerikanischer Admiral der US Navy, der zwischen 1925 und 1927 Präsident des Naval War College sowie von 1930 bis 1933 Chief of Naval Operations war. Er prägte maßgeblich die Marinepolitik der US Navy in den 1920er und frühen 1930er Jahre durch seine Teilnahme an den in dieser Zeit stattgefundenen Flottenkonferenzen und trug durch die Entwicklung eines Konzeptes für Geleitzüge zum Gewinn der Atlantikschlacht im Zweiten Weltkrieg bei.

## Leben

### Ausbildung und Verwendungen als Marineoffizier
Pratt stammte aus Familien aus Neuengland, die in der Handelsmarine tätig waren und war der Sohn von Nicholas Pratt, der als Acting Master während des Sezessionskrieges auf Schiffen der Süd- und Nordatlantik-Blockade-Geschwader diente und im Anschluss bei der Shanghai Steam Navigation Company an der Küste Chinas bis zu seinem Ruhestand 1906 tätig war. Aufgrund der Tätigkeit seines Vaters zog Pratts Mutter mit ihm 1871 nach Shanghai, ehe sie 1877 nach Belfast zurückkehrten, wo Pratt die Grundschule und später in Farmington die High School besuchte.
Im Frühjahr 1885 trat er in die US Navy ein und absolvierte die US Naval Academy in Annapolis, die er 1889 als Sechstbester von 35 Lehrgangsteilnehmern abschloss. Im Anschluss fand er als bestandener Midshipman Verwendung auf der USS Atlanta, ein 1884 fertiggestellter Geschützter Kreuzer, der zu den modernen Schiffen gehörte, die das sogenannte „Weiße Geschwader“ oder auch „Geschwader der Evolution“ (‚White Squadron‘ oder auch ‚Squadron of Evolution‘) der 1890er Jahre bildeten. Nach seiner Beförderung zum Ensign wurde er 1891 nach China versetzt, um dort Dienst auf dem Kanonenboot USS Petrel unter dem Kommando von Captain Morris MacKenzie zu versehen. Während sich das Schiff wegen der zugefrorenen Gewässer im Winterdock in Yingkou befand, konnte er die Niederlage der chinesischen Truppen im Ersten Japanisch-Chinesischen Krieg von 1894 bis 1895 beobachten.

### Spanisch-Amerikanischer Krieg und Philippinisch-Amerikanischer Krieg
1895 verließ Pratt den Marinestützpunkt China und war bis 1897 Instrukteur in der Abteilung für Mathematik an der US Naval Academy sowie anschließend als Offizier auf dem Kanonenboot USS Annapolis, ehe er bei Ausbruch des Spanisch-Amerikanischen Krieges im April 1898 zur USS Mayflower versetzt wurde und dort erneut unter Captain MacKenzie diente.
Nach Kriegsende wurde er im August 1898 zum Lieutenant Junior Grade befördert und leistete unter dem Kommando von Captain Bowman H. McCalla Dienst an Bord des Geschützten Kreuzer USS Newark auf den Philippinen. Dort nahm er während des im Februar 1899 begonnenen Philippinisch-Amerikanischen Krieges an verschiedenen Kampfeinsätzen vor Luzon teil sowie an Küstenoperationen bei Aparri und Vigan. Aufgrund seiner Verdienste wurde er bereits kurz nach Kriegsbeginn zum Lieutenant befördert.
1900 wurde Pratt als Offizier auf das Drei-Mast-Vollschiff USS Severn versetzt und im Anschluss 1902 auf das Schlachtschiff USS Kearsage, das als Flaggschiff der Oberbefehlshaber der Nordatlantik-Flotte diente, und zwar zunächst von Konteradmiral Francis J. Higginson und dann seit Juli 1903 von Commodore Albert S. Barker. Trotz seines Alters wurde er dort bis 1906 als Navigationsoffizier eingesetzt und war anschließend erneut für kurze Zeit auf dem Geschützten Kreuzer USS Newark im Dienst.

### Stabsoffizier und Kommandoposten

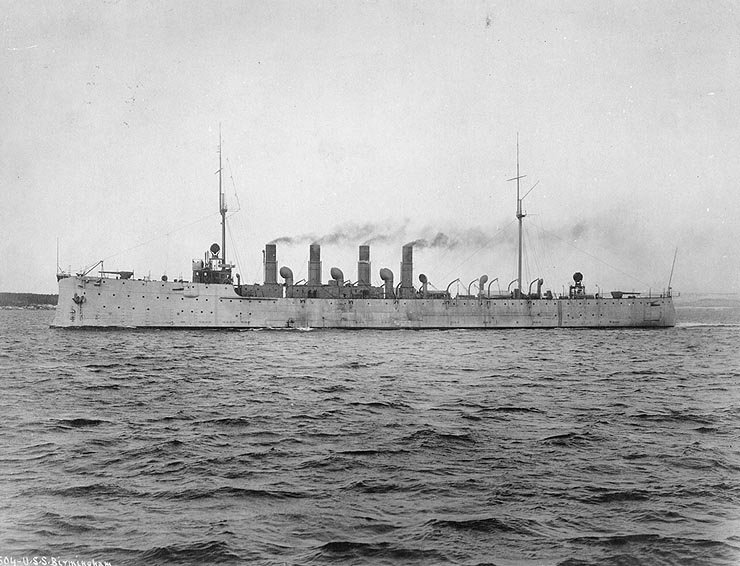
Im Frühjahr 1913 übernahm Pratt als Kommandant des Leichten Kreuzer Birmingham sein erstes Kommando über ein Schiff

Nach seiner Beförderung zum Lieutenant Commander fand Pratt 1906 erneut Verwendung bei der US Naval Academy, wobei er diesmal in der Abteilung für Navigation eingesetzt wurde. Im Anschluss wurde er 1908 als Erster Offizier (Executive Officer) unter dem Kommando von Captain Albert Gleaves auf den in Bremerton in Reserve liegenden Geschützten Kreuzer USS St. Louis versetzt.
Am 1. Juli 1910 wurde er zum Commander befördert und fand Verwendung als Erster Offizier auf dem unter dem Kommando von Captain Henry T. Mayo stehenden und zur Pennsylvania-Klasse gehörenden Panzerkreuzer California. Dieses Schiff diente zugleich als Flaggschiff von Konteradmiral Giles B. Harber, dem Oberbefehlshaber der US-Pazifikflotte. Nach drei Jahren Seeverwendung wurde er 1911 an das Naval War College nach Rhode Island berufen, um dort als Instrukteur in der Abteilung für Taktik zu unterrichten. Der damalige Präsident des College, Konteradmiral Raymond P. Rodgers, war sein damaliger Commanding Officer auf der Kearsage, während die Taktik-Abteilung noch von dem damals bereits in den Ruhestand verabschiedeten William McCarty Little geleitet wurde.
Im Frühjahr 1913 erfolgte seine Ernennung zum Chef des Stabes von Captain William S. „Billie“ Sims, dem Kommandeur der Torpedo-Flottille der US-Atlantikflotte. Gleichzeitig war Pratt auch Kommandant des Flaggschiffs des Verbandes, des zur Chester-Klasse gehörenden Leichten Kreuzer Birmingham. Während dieser Zeit wurde er im Juni 1915 zum Captain befördert.
Im November 1915 wurde Pratt in die Panamakanalzone versetzt, wo er Marinevertreter im Verteidigungsausschuss des Panamakanals wurde und zum Stab von Generalmajor Clarence Ransom Edwards gehörte, dem Oberbefehlshaber der dortigen US-Streitkräfte. Im September 1916 begann er einen Lehrgang am US Army War College in Carlisle.

### Erster Weltkrieg
Nachdem es im Januar 1917 wegen der sogenannten Zimmermann-Depesche zu Spannungen in den diplomatischen Beziehungen zwischen den USA und dem Deutschen Kaiserreich gekommen war, war Pratt überwiegend in der Abteilung für Kriegsplanung im Büro des Chief of Naval Operations tätig und nur noch selten zum Kursbesuch am US Army War College. Nach der Verschärfung des U-Boot-Kriegs und Kriegseintritt der Vereinigten Staaten im April 1917 wurde der Kursbesuch weiter reduziert, ehe er schließlich auf Anweisung von Kriegsminister Newton Baker am 19. Mai 1917 vollständig eingestellt wurde.
Der Wunsch von Pratt, das Kommando über ein Schiff zu übernehmen, wurde aber nicht gewährt, da ihn der Chief of Naval Operations, Vizeadmiral William Shepherd Benson, zum Leitenden Mitglied eines Ausschusses für Mittel und Planung für die Führung des U-Boot-Krieges berief. In den folgenden 18 Monaten baute er diese Planungen aus und wurde schließlich am 18. August 1918 zum Assistant Chief of Naval Operations ernannt. Als solcher organisierte er nicht nur die Arbeit des Büros des Chief of Naval Operations, sondern auch die U-Boot-Kriegsführung, die Einführung einer Konvoikontrolle und eines Routensystems, die Entwicklung des Minenkrieges und die Vorbereitung politischer Papiere. Auf Wunsch von Sims wurde er schließlich dessen persönlicher Stabschef, ehe er schließlich nach einem Kollaps im Herbst 1918 zeitweise krankheitsbedingt beurlaubt war.

### Nachkriegszeit
Nach seiner Gesundung reiste Pratt im November 1918 mit Admiral Benson nach Paris, um dort an den Verhandlungen zum Friedensvertrag von Versailles hinsichtlich der Reduzierung der bisherigen Kaiserlichen Marine teilzunehmen.
Im Januar 1919 erfolgte seine Ernennung zum Kommandanten des Panzerkreuzer USS New York, der zur US-Atlantikflotte gehörte. Die USS New York war zugleich Flaggschiff von Konteradmiral Hugh „Uncle Hughie“ Rodman, der Kommandeur des Schlachtschiffgeschwader 3. Zu den jungen Offizieren, die er während dieser Zeit förderte, gehörte unter anderem Russell S. Berkey, der später selbst Konteradmiral und zuletzt Kommandeur der US-Marinestreitkräfte im Fernen Osten werden sollte.
Obwohl eine damalige Bestimmung vorsah, dass vor der Aufnahme in eine Kommission zur Prüfung der Beförderung zum Konteradmiral ein mindestens zweijähriges Seekommando notwendig war, erklärten Admiral Benson und Marineminister (US Secretary of the Navy), Josephus Daniels, dass die Verdienste Pratts beim Chief of Naval Operations herausragend für die Kriegsführung der US-Marine im Ersten Weltkrieg war.
Im März 1920 wurde er kurzzeitig nach Washington, D.C. beordert, um vor dem Marineausschuss des US-Senats unter dessen Vorsitzenden Frederick Hale auszusagen. Dieser hatte eine Untersuchung eingeleitet, in der es um die Verleihung von Orden, die mangelhafte Vorbereitung und die fehlerhafte Führung der Marine im Ersten Weltkrieg ging. Auslöser war ein Bericht von Konteradmiral William S. Sims an Marineminister Daniels vom 7. Januar 1920 unter dem Titel Certain Naval Lessons of the Great War und die auch den Marineminister selbst belasteten. Pratt führte dazu aus, dass das Personal sicherlich unvorbereitet und die Flotte nicht ausbalanciert war. Sims hatte mit seiner Meinung nach verstärktem Schutz von Konvois Recht, und Benson und Daniels richtig mit einem verstärkten Schutz der Truppenverbände gehandelt hätten, anstelle eines Schutzes der Handelsmarine. Benson wurde deshalb im November 1919 von Admiral Robert E. Coontz als Chief of Naval Operations abgelöst.

### Washingtoner Flottenkonferenz von 1922

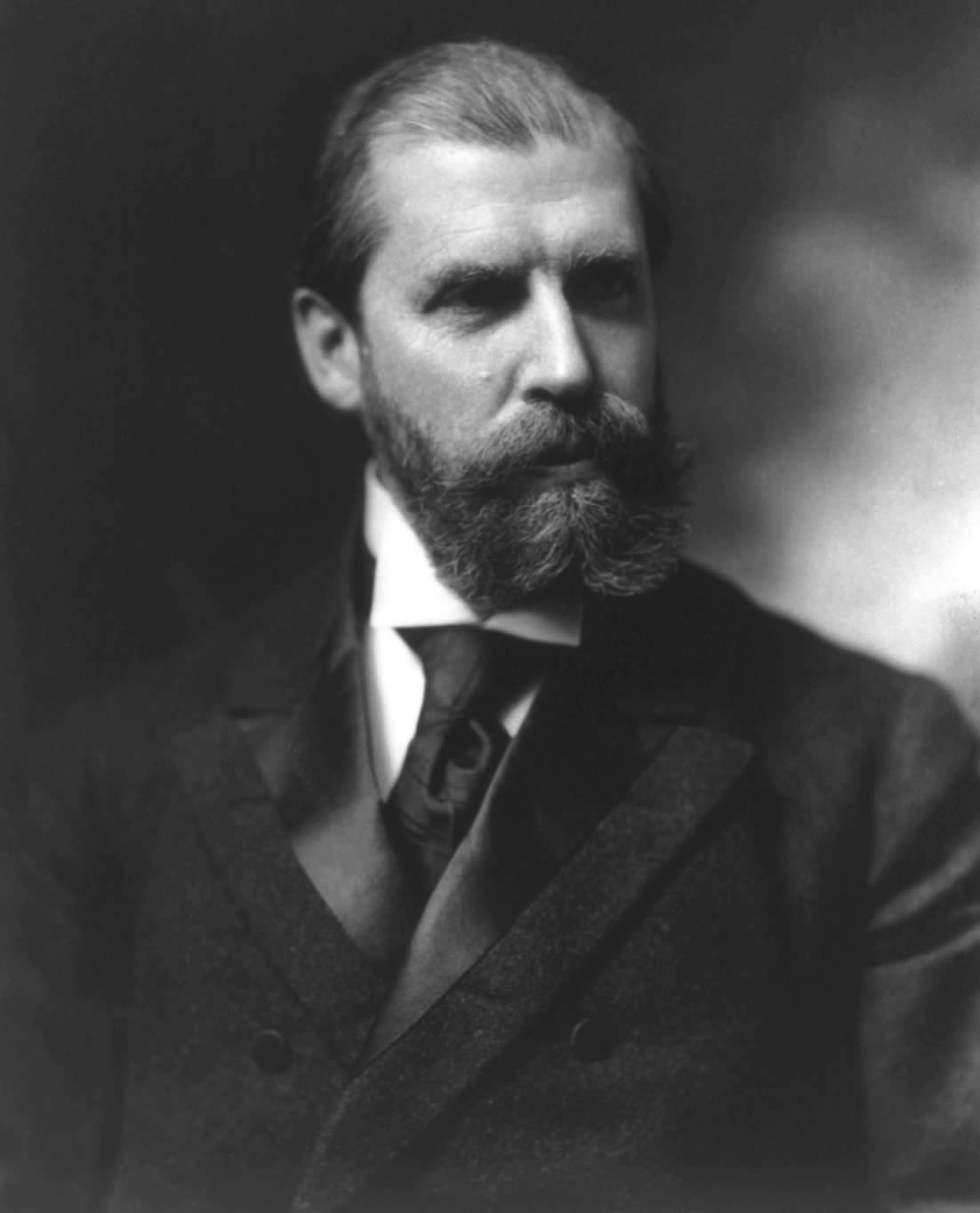
Außenminister Charles Evans Hughes hatte maßgeblichen Einfluss bei der Aushandlung der Flottenstärken während der Washingtoner Flottenkonferenz von 1922

Im August 1920 wurde Pratt Nachfolger von Konteradmiral Henry A. Wiley als Kommandeur der Zerstörerverbände der US-Pazifikflotte mit dem Leichten Kreuzer USS Birmingham als Flaggschiff. Am 1. November 1920 erfolgte seine Beförderung zum Commodore mit Captain Frank Taylor Evans als Chef des Stabes. In den Nachkriegsjahren war der Verband allerdings nur schwach ausgestattet: ein Drittel der Schiffe befand sich zur Reparatur in Werften, ein weiteres Drittel verfügte nur über rund 50 Prozent der Stammbesatzung, während nur ein Drittel der Schiffe personell voll ausgestattet war, was aber auch nur 85 Prozent der personellen Ausstattung unter Kriegsbedingungen entsprach.
Nach einer Prüfung wurde Pratt am 3. Juni 1921 Mitglied des Generalausschusses (General Board) des Marineministeriums. Dort wurde ihm die Organisation der Washingtoner Flottenkonferenz von 1922 übertragen und auf Anweisung des stellvertretenden Marineministers Theodore Roosevelt, Jr. erarbeitete er die Verhandlungsgrundlagen für eine Flottenabrüstung, die im September und Oktober 1921 im Generalausschuss diskutiert wurden. Anders als die Marine vertrat der Leiter der US-Delegation, Außenminister Charles Evans Hughes, jedoch die Ansicht einer kleineren Marine. Nach drei Überarbeitungen wurde eine Größenordnung von 600.000 Bruttoregistertonnen angestrebt, die in einer aus Vize-Marineminister Roosevelt, Chief of Naval Operations Coontz und Pratt bestehenden Arbeitsgruppe besprochen wurde. Diese kam zu dem Ergebnis einer 5-5-3 Formel, die vorsah, dass die USA, Großbritannien jeweils über eine Tonnage von maximal 525.000 Bruttoregistertonnen sowie das Japanische Kaiserreich über 315.000 BRT verfügen und das Wettrüsten gestoppt werden sollten. Dies hatte zur Folge, dass auf Seiten der USA eine Tonnage von 1.000.000 BRT aufgegeben werden sollte. Zu Verhandlungsteilnehmern an dieser Flottenkonferenz wie dem Marineminister und Premierminister Japans, Admiral Katō Tomosaburō, pflegte er zum Teil freundschaftliche Beziehungen und verfasste anlässlich des Todes am 24. August 1923 ein Kondolenzschreiben an dessen Berater Nomura Kichisaburō.
Während der folgenden Dienstzeit im Generalausschuss befasste er sich ferner mit der Einrichtung von Marinestützpunkten, insbesondere an der Westküste der Vereinigten Staaten sowie der Einführung des Marinetages (Navy Day), der erstmals am 27. Oktober 1922 begangen wurde, dem Geburtstag von US-Präsident Theodore Roosevelt. Im Frühjahr 1923 war er auf der USS Henderson (AP-1) zusammen mit Marineminister Edwin Denby, Admiral Coontz und meisten Mitgliedern der Marineausschüsse von Senat und Repräsentantenhaus Beobachter der Flottenmanöver im Karibischen Meer.

### Kommandeur der Schlachtschiff-Division 4 und Schiffskatastrophe bei Honda Point

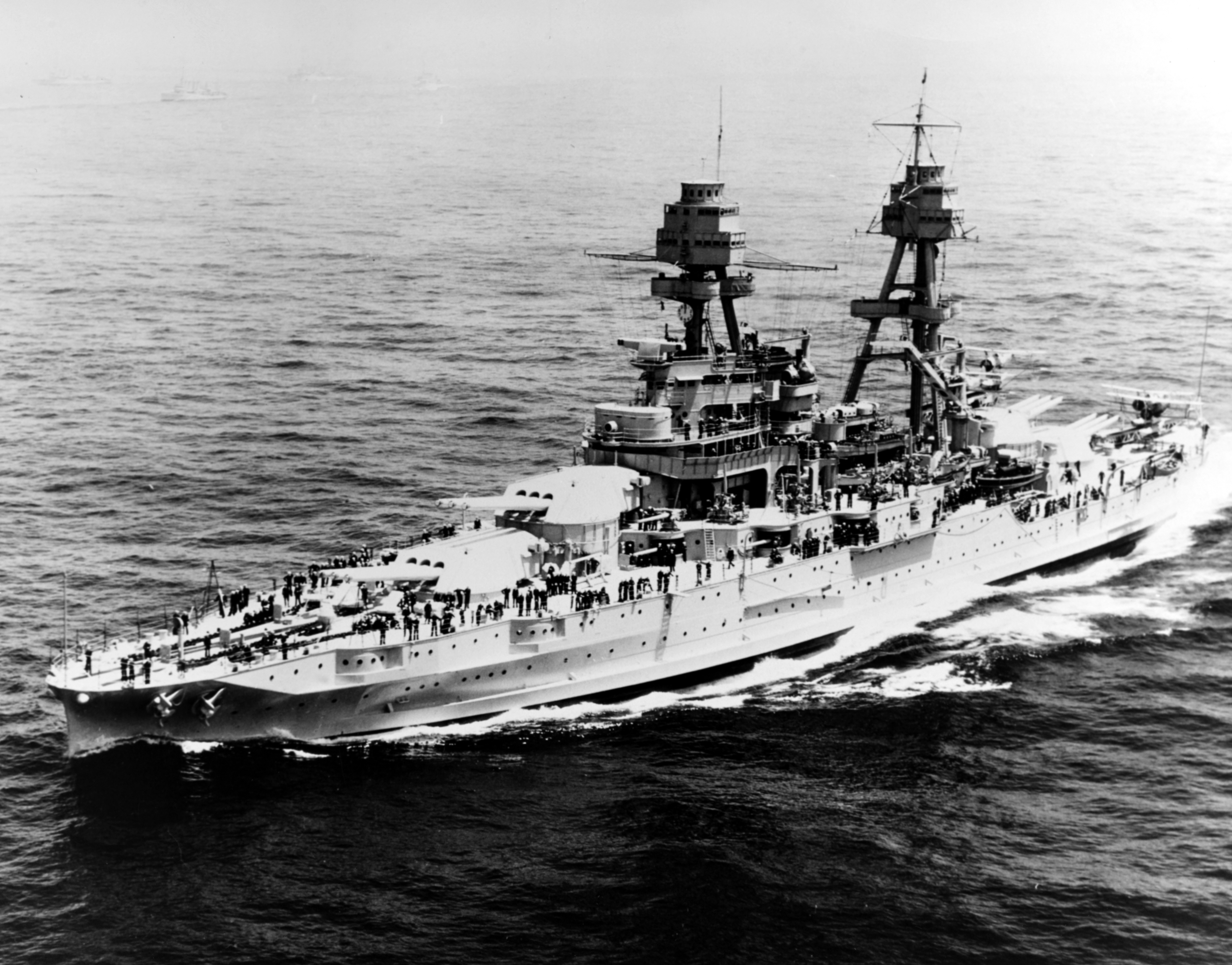
Die Pennsylvania war Pratts Flaggschiff während seiner Zeit als Kommandeur der Schlachtschiff-Division 4

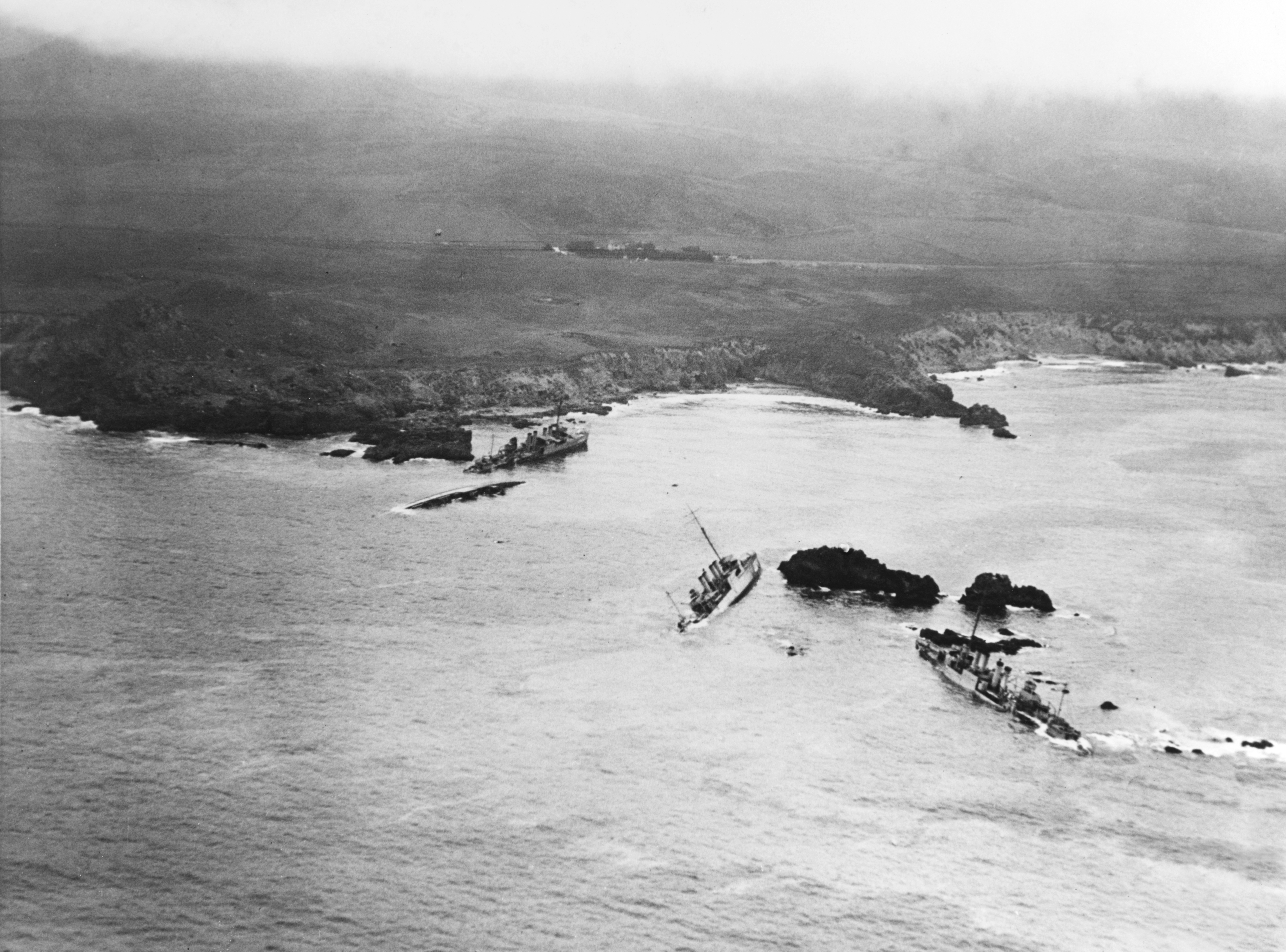
Luftnahme des südlichen Teils des Unfallgebiets mit fünf der sieben Zerstörer. Sichtbar sind Delphy, gekentert in der kleinen Bucht links; Young, gekentert in der Mitte links; Chauncey, auf ebenem Kiel vor der Young; Woodbury auf den Felsen in der Mitte rechts; Fuller rechts auf den Felsen

Am Ende des Manövers wurde Pratt im April 1923 als Nachfolger von Konteradmiral Charles Frederick Hughes Kommandeur der Schlachtschiff-Division 4 (BATDIV 4) der US-Schlachtschiff-Flotte. Am 25. Juni 1923 wurde er zum Konteradmiral befördert.
In dieser Funktion wollte er seine Vorgesetzten, Vizeadmiral Henry A. Wiley (Kommandeur der Schlachtschiff-Divisionen der Schlachtschiff-Flotte), Admiral Samuel Robison (Oberbefehlshaber der Schlachtschiff-Flotte), Admiral Coontz (Oberbefehlshaber der US-Flotte CINCUS (US Fleet)) und Admiral Edward Walter Eberle (Chief of Naval Operations), davon überzeugen, dass er für höhere Aufgaben geeignet war. Zur Battleship Division Four gehörten die Pennsylvania als Flaggschiff sowie die Arizona, Mississippi sowie die Idaho.
Bereits am 9. September 1923 berief ihn Admiral Robison auf Bitte von Vize-Marineminister Roosevelt und Admiral Coontz vorübergehend von diesem Kommando ab, nachdem es einen Tag zuvor zur Schiffskatastrophe bei Honda Point gekommen war. Sieben Zerstörer des Zerstörer-Geschwaders 11 liefen bei einer Geschwindigkeit von 20 Knoten (etwa 37 km/h) auf Grund. Nur zwei von ihnen konnten sich wieder freimanövrieren. 23 Seeleute starben. Pratt wurde Vorsitzender eines Kriegsgerichts zur Untersuchung des Unglücks.
Im Rahmen des Kriegsgerichtsverfahrens und weiterer Ermittlungen wurde festgestellt, dass fehlerhafte Navigation die alleinige Ursache des Unglücks gewesen sei. Die Funkpeilanlagen und ihre Ergebnisse seien nicht fehlerhaft gewesen. Der Kommandeur des Geschwaders, Captain Edward H. Watson, übernahm die volle Verantwortung. Er verblieb bis zu seiner Pensionierung im November 1929 im gleichen Dienstgrad in der Marine. Ihm, Lieutenant Commander Hunter (Erster Offizier des Flaggschiffs USS Delphy) und Lieutenant Blodgett (Navigationsoffizier der USS Delphy) wurde „schuldhafte Ineffizienz und Fahrlässigkeit“ vorgeworfen. Einer Reihe anderen Offizieren wie Lieutenant Commander Roeseh (Erster Offizier der USS Nicholas) wurde Fahrlässigkeit zur Last gelegt. Watson, Hunter und Roeseh wurde schuldig gesprochen, während Blodgett und die anderen Offiziere freigesprochen wurden. Diverse Offiziere und Seeleute wurden wegen ihres umsichtigen und mutigen Verhaltens während der Rettungsmaßnahmen belobigt.
Nach Abschluss des Kriegsgerichtsverfahrens kehrte er zu seinem Kommandeursposten bei der Schlachtschiff-Division 4 zurück. Im Juni 1924 kam es zu einem Unglück in seiner eigenen Einheit als eine Leuchtkugel in einem der Türme der USS Mississippi einschlug und 47 Angehörige der Division ums Leben kamen.

### Präsident des Naval War College
Anfang Juni 1925 wurde Pratt abermals vorübergehend zum Mitglied des Generalausschusses berufen als das Marineministerium eine Erhöhung der Verteidigungskapazitäten der im Bau befindlichen beiden Flugzeugträger Saratoga und Lexington plante, und sich der neue Marineminister Curtis D. Wilbur unentschlossen war, ob die Kapazitätserhöhung von jeweils 3000 BRT gegen die Bestimmungen der Washingtoner Flottenkonferenz von 1922 verstoßen würde. Da sowohl der ehemalige Vize-Marineminister Roosevelt als auch Admiral Coontz aufgrund von Auslandsreisen nicht anwesend waren, oblag es ihm einen Bericht zu verfassen, der zu dem Ergebnis kam, dass die Erhöhung der jeweiligen Tonnage nicht zu beanstanden sei. Dieser Standpunkt wurde auch vom früheren Außenminister Hughes und George Grafton Wilson, ein Professor für Völkerrecht an der Harvard University vertreten.
Am 4. September 1925 übernahm Pratt als Nachfolger von Konteradmiral Clarence Stewart Williams die Funktion als Präsident des Naval War College in Newport. In dieser Funktion war er auch ex Officio-Mitglied des Generalausschusses der Marine und beriet in dieser Funktion Marineminister Wilbur und den Chief of Naval Operations, Admiral Eberle, in Fragen der Beschränkung der Marinekapazitäten. Obwohl er selbst kein Absolvent des College war, wurde ihm im Mai 1927 zusammen mit den Absolventen dieses Jahrgangs das Abschlussdiplom verliehen.

### Kommandeur der Schlachtschiff-Divisionen und Oberbefehlshaber der Schlachtschiff-Flotte

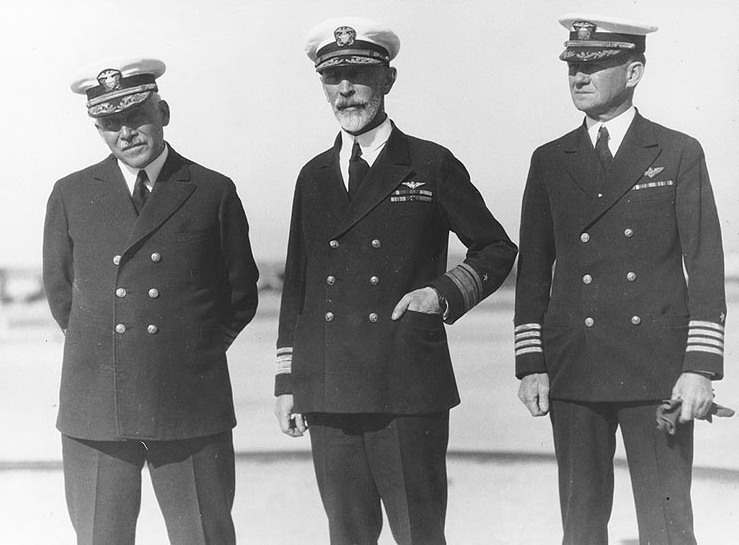
Admiral William V. Pratt, Oberbefehlshaber der Schlachtschiff-Flotte (links) mit Konteradmiral Joseph M. Reeves, Kommandeur der Marinefliegergeschwader der Schlachtschiff-Flotte (Mitte) und Captain Frank R. McCrary, Kommandant des Marinefliegerstützpunktes (Naval Air Station) in San Diego (1928)

Nach zweijähriger Dienstzeit am Naval War College wurde Pratt am 17. September 1927 unter Beförderung zum Vizeadmiral Nachfolger von Vizeadmiral Louis R. de Steiguer als Kommandeur der Schlachtschiff-Divisionen (COMBATDIVS) der Schlachtschiff-Flotte. Die Kommandoübergabe fand an Bord des Schlachtschiffs West Virginia statt, die das Flaggschiff der Schlachtschiff-Divisionen sowie der Schlachtschiff-Division war, dessen Kommando Pratt zusätzlich selbst übernommen hatte. In seiner neuen Funktion war er Admiral de Steiguer, nunmehr Oberbefehlshaber der Schlachtschiff-Flotte (COMBATFLT), dem Oberbefehlshaber der US-Flotte (CINCUS), Admiral Wiley, sowie dem neuen Chief of Naval Operations, Admiral Charles Frederick Hughes, unterstellt. Ursprünglich war Pratt davon ausgegangen, bereits jetzt anstelle von Admiral de Steiguer den Oberbefehl über die Schlachtschiff-Flotte zu übernehmen.
Am 26. Juni 1928 erfolgte dann aber seine Beförderung zum Admiral und Ernennung zum Oberbefehlshaber der Schlachtschiff-Flotte als Nachfolger von Admiral de Steiguer. In dieser Funktion unternahm er einige Änderungen zur Verbesserung der Einsatzstärke und förderte insbesondere den Einsatz von Marinefliegerverbänden. Während des Manövers der US-Marine in der Panamakanalzone im Februar 1929 erlaubte er es Konteradmiral Joseph M. Reeves, Kommandeur der Marinefliegergeschwader der Schlachtschiff-Flotte, versuchsweise einen Luftangriff mit den Flugzeugen des Flugzeugträgers Saratoga gegen die Verteidigungsstellungen in der Panamakanalzone zu fliegen. Aufgrund des erfolgreichen Einsatzes wurde der Einsatz der Flugzeugträger bei den Manövern im Jahr 1930 zu einem festen Bestandteil. Reeves und Pratt wurden somit zu den Vätern des Flugzeugträgereingriffskräftesystems (Carrier Task Force System).
Zu dieser Zeit bemühte er sich mit Admiral Wiley auch um eine administrative Reorganisation der US-Flotte. Bereits 1928 verfolgte Wiley eine Neugestaltung der Flotte in „gattungsbezogene Kräfte“ (‚Type Forces‘). Diese sah einen Admiral als Oberbefehlshaber der US-Flotte und einen Vizeadmiral als Oberbefehlshaber der Schlachtschiff-Flotte vor sowie jeweils einen Vizeadmiral oder Konteradmiral für die weiteren Verbände wie Flugzeugträger, Kreuzer, Zerstörer, U-Boot- und Ausbildungsgeschwader. Die komplette Flotte sollte in einem Ozean, vorzugsweise dem Pazifik, operieren. Diese Planungen wurden jedoch vom Chief of Naval Operations, Admiral Hughes, abgelehnt.

### Oberbefehlshaber der US-Flotte und die Londoner Flottenkonferenz 1930

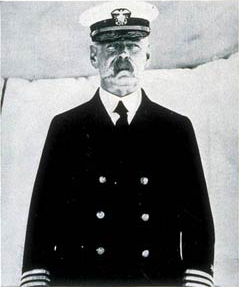
Die Verhandlungsführung von Admiral Pratt bei der Londoner Flottenkonferenz 1930 führte zum Verlust der Freundschaft mit dem Chief of Naval Operations, Admiral Charles Frederick Hughes

Nach dem Ausscheiden von Admiral Henry A. Wiley aus dem aktiven Dienst wurde Pratt am 21. Mai 1929 dessen Nachfolger als Oberbefehlshaber der US-Flotte (CINCUS), während Konteradmiral Arthur Japy Hepburn Chef des Stabes wurde.
Im Herbst 1929 wurden einmal mehr Stimmen zur Reduzierung der Marineverbände laut, nachdem der britische Premierminister Ramsay MacDonald die USA besucht und erste Gespräche über eine Flottenbegrenzung geführt hatte. Dabei wurde die Abhaltung einer neuerlichen Flottenkonferenz vereinbart, die 1930 in London stattfinden sollte. Im November 1929 wurde Pratt nach Washington berufen, um US-Präsident Herbert Hoover und US-Außenminister Henry L. Stimson seine Ansichten zu einer Flottenreduzierung darzustellen.
Aufgrund der Zufriedenheit des Präsidenten mit seinen Ausführungen, wurde Pratt Chef-Marineberater der Delegation bei der Konferenz. Als weiterer Berater wurde der ehemalige Konteradmiral Hilary P. Jones berufen, ein früherer Oberbefehlshaber der US-Flotte, Mitglied des Generalausschusses der Marine und Delegierter bei der Genfer Flottenkonferenz 1927. Darüber hinaus gehörten vier Konteradmirale wie der Chef des Luftfahrtbüros (Bureau of Aeronautics), William A. Moffett, dem Militärberaterstab an. Der politischen Delegation gehörten Außenminister Henry L. Stimson, Marineminister Charles Francis Adams III, die Senatoren David A. Reed und Joseph Taylor Robinson sowie der damalige US-Botschafter in Mexiko und nachmalige US-Senator Dwight Morrow.
Jones war völlig anderer Meinung als Pratt, misstraute den Briten, bestand hartnäckig auf den ausschließlichen Bau von 8-Inch-Geschütz-Kreuzern und bestand auf eine Tonnagegleichheit mit Großbritannien bei jedem Schiffstyp. Darüber hinaus traute er Begrenzungsabsprachen nicht oder auch Politikern, die versprochen hatten, durch Verträge Stärke aufzubauen. Pratt hingegen war Pragmatiker, der Großbritannien traute, weil er davon ausging, dass es niemals zum Krieg zwischen beiden Ländern kommen würde. Da er davon ausging, dass der US-Kongress Flottenbauprogramme in Höhe der britischen Absichten nicht genehmigen würde, sah er in einer Flottenbegrenzung die einzige Möglichkeit, eine mögliche Vorrangstellung Großbritanniens als Seemacht zu verringern.
Zwischen Januar und April 1930 wurde der Londoner Flottenvertrag verfasst und enthielt so viele Kompromisse, dass Hilary P. Jones bereits im Februar 1930 aus London abreiste. Aus Pratts Sicht setzte er eine höhere Begrenzung für die meisten einzelnen Schiffskategorien für die drei Unterzeichnerstaaten USA, Großbritannien und Japan, und bot damit die Möglichkeit für eine gut aufgestellte Marine an. Entgegen der Ansicht des Generalausschusses und der Gegner einer Flottenbegrenzung war die US-amerikanische Akzeptanz für eine neue Kreuzer-Klasse von 10.000 BRT mit 6-Inch-(152,4 mm)-Geschützen, die aus Sicht von Pratt und anderen Mitgliedern der Marinedelegation, die sogenannten „London Treaty Cruiser“, eine gut ausgestattete und adäquat mit Geschützen ausgerüstete Schiffsklasse war. Aus Sicht der Gegner stellte es jedoch einen nicht notwendigen Kompromiss mit Großbritannien sowie einen Verstoß gegen die Anweisungen des Generalausschusses dar.
Nach seiner Rückkehr im Mai 1930 wurde Pratt nach Washington beordert, um den Londoner Flottenvertrag vor dem Marineausschuss und dem Auswärtigen Ausschuss des US-Senats zu verteidigen. Dort verteidigte er seine Ansicht, dass der Vertrag die US-amerikanischen Verteidigungsinteressen befriedigen würde. Andererseits betonte er die Verpflichtung des US-Kongresses, derartige Schiffe zu bauen, solange kein Gleichstand mit dem britischen Flottenbestand vorliegen würde. Der Flottenvertrag wurde daraufhin vom US-Senat angenommen, führte aber dazu, dass Pratt wegen seiner abweichenden Ansichten gegenüber dem Generalausschuss die Freundschaft von Admiral Hughes verlor. Zugleich verlor er aber auch das Vertrauen zahlreicher Marineoffiziere, die nicht an den Beschränkungen des Vertrages oder an gewählte Vertreter glaubten, die sich für den Bau der erlaubten Schiffskapazitäten einsetzen würden.
Nach den Anhörungen übernahm Pratt wieder offiziell den Oberbefehl über die US-Flotte und führte mit dieser Manöver und Schießübungen vor Hawaii durch. Tatsächlich befriedigte der Londoner Flottenvertrag auch die politischen Interessen, insbesondere von US-Präsident Herbert Hoover. Dieser wollte einerseits die internationalen Spannungen verringern und andererseits die nationalen Ausgaben reduzieren, um einen ausgeglichenen Haushalt zu erzielen. Tatsächlich verringerte der Vertrag den konkurrenzfähigen Schiffbau, allerdings fiel die US-Marine so weit im Kreuzer-Bau zurück, so dass der Nachholbedarf gegenüber Großbritannien weiter anstieg. Des Weiteren war die Modernisierung der Schlachtschiffe aus Sicht des US-Präsidenten der unmittelbare Weg zum nationalen Konkurs. Zu dieser Zeit erhielt der Chief of Naval Operations, Admiral Charles Frederick Hughes, die Anweisung des Präsidenten, dass der Marinehaushalt für 1932 um weitere 30 Millionen US-Dollar gekürzt werden sollte. Dies führte letztlich dazu, dass Hughes bereits vorzeitig am 17. September 1930 als Chief of Naval Operations zurücktrat.

### Chief of Naval Operations

#### Planungen zur Neuorganisation der US Navy
Nach dem Rücktritt von Admiral Hughes übernahm Pratt bereits am 17. September 1930 dessen Funktion als Chief of Naval Operations und damit als ranghöchster Offizier und Admiralstabschef der US Navy. Ursprünglich war dieser Wechsel erst im November 1930 vorgesehen.
Nach seinem Amtsantritt richtete er einen Planungsstab unter Konteradmiral Montgomery M. Taylor ein, der das Tagesgeschäft wahrnahm und Pratt entlasten sollte. Später wurde Konteradmiral John Halligan, Jr. Assistant Chief of Naval Operations, während Konteradmiral Taylor die neue Abteilung für Kriegsplanung leitete. Gleichzeitig berief er zahlreiche jüngere Offiziere, die er seit Jahren in seinen verschiedenen Funktionen gefördert hatte, in seinen engeren Beratungsstab wie den späteren stellvertretenden Chief of Naval Operations, Captain Royal E. Ingersoll, der für Flottenausbildung in der Operationsabteilung zuständig war, oder den für Schiffsbewegungen in der Operationsabteilung zuständigen Lieutenant Commander Calvin T. Durgin, der später ebenfalls stellvertretender Chief of Naval Operations werden sollte.
Bereits am 8. Oktober 1930 gab Pratt den persönlichen Befehl, dass 48 Schiffe und 4800 Marineangehörige aus dem aktiven Marinebestand genommen werden sollten. Dadurch wurde erreicht, dass die bestehenden Schiffe mit 80 bis 90 Prozent der notwendigen Personalstärke besetzt werden konnten. Dadurch entstanden für einen Zeitraum von zwei Jahren Einsparungen in Höhe von 11 Millionen US-Dollar. Die zweite Neuerung betraf die die am 15. November 1930 unterschriebene Gründung von vier Untereinheiten der US-Flotte, die zum 1. April 1931 in Kraft trat. Damit setzte Pratt die von Admiral Wiley bereits 1928/1929 gemachten Vorschläge zur Neuaufstellung der US-Flotte um. Dem Oberbefehlshaber der US-Flotte unterstanden zukünftig die Schlachtschiffverbände, die Aufklärungsverbände, die U-Boot-Verbände sowie die Marinestützpunkteinheiten. Darüber hinaus wurden dem CINCUS ein operativer Befehlshaber und ein für die Verwaltungsaufgaben zuständiger Vizeadmiral beigeordnet. Weiterhin schuf er in dieser Zeit die Grundlagen für den verstärkten Einsatz von trägergestützten Flugzeugen von Flugzeugträgern aus.
Unter Pratts Führung legte der Generalausschuss der Marine Ende 1930 ein 15-Jahres-Schiffbauprogramm vor, um die US Navy bis 1935 auf die im Londoner Flottenvertrag festgelegte Stärke zu bringen und den Austausch überalteter Schlachtschiffe sicherzustellen. Aus Sicht des US-Präsidenten und des US-Kongresses war dieses Programm jedoch zu teuer. Daraufhin legte er ein zehnjähriges Programm vor, dass den Bau von Kreuzer und die Modernisierung der Schlachtschiffe vorsah, so dass die im Londoner Flottenvertrag festgelegte Stärke erreicht und Gleichstand mit der Royal Navy hergestellt werden könnte. Dieses wurde jedoch ebenfalls bei den Anhörungen im US-Kongress zurückgewiesen.
Im Februar 1931 berichtete Pratt dem Marineausschuss des Repräsentantenhauses, dass seine Marineoffiziere nach der Flottenübung XII vor der Westküste Mittelamerikas darin übereinstimmten, dass Luftangriffe von weniger Bedeutung für eine Verteidigung gegen anrückende Flotten seien als zuvor angenommen.
1932 wurde es ihm nach einer Anhörung im Marineausschuss des Repräsentantenhauses erlaubt, den Orden als Großoffizier der französischen Ehrenlegion anzunehmen. Gleichzeitig wurde es bei dieser Anhörung dem Kommandeur der Aufklärungsflotte, Vizeadmiral Arthur L. Willard, erlaubt, den Orden als Kommandeur der Ehrenlegion anzunehmen.

#### Beabsichtigter Rücktritt 1932
Nachdem der Republikaner Herbert Hoover die US-Präsidentschaftswahl am 8. November 1932 deutlich gegen den Demokraten Franklin D. Roosevelt verloren hatte, beabsichtigte Pratt, der selbst den Republikanern nahestand, vorzeitig von seinem Amt als Chief of Naval Operations zurückzutreten. Dies stieß jedoch auf Widerstand beim neugewählten Präsidenten, der Pratt in diesem Amt belassen wollte. Daraufhin entschied der damalige Judge Advocate General der US Navy, Konteradmiral Orin G. Murfin, dass die 1929 eingeführte Ruhestandsregelung von 64 Jahren nicht für den Chief of Naval Operations, sondern nur für Marineangehörige unterhalb des Rangs eines Vizeadmirals gelten würde. Dementsprechend musste er seine vierjährige Dienstzeit als CNO vollenden oder vom US-Präsidenten entlassen werden. Daraufhin setzte er seine Tätigkeit als Chief of Naval Operations fort.
Wie bereits sein Vorgänger Hoover war auch Roosevelt aufgrund der Weltwirtschaftskrise gezwungen, Sparmaßnahmen durchzuführen, die mit einer Kürzung der Gehälter aller im öffentlichen Dienst Beschäftigten von zehn Prozent vorsah. Pratt unterstützte diese Sparmaßnahmen durch die Schließung von sechs Marinewerften und bot auch eine Versetzung von einem Drittel der Marineverbände in die Reserve sowie ein rotierendes System von aktiven Einheiten an. Bald darauf setzte jedoch die New-Deal-Politik Roosevelts ein, die ein Arbeitsmarktprogramm vorsah, das auch den Marineschiffbau einschloss.
In diese Zeit fielen letztlich auch Überlegungen, die US Coast Guard aus Kostengründen der US Navy unterzuordnen. Pratt stand dem Plan nicht ablehnend gegenüber, jedoch der damalige Commandant of the Coast Guard, Konteradmiral Harry G. Hamlet, der dadurch eine Gefährdung des nationalen Auftrags gefährdet sah. Schlussendlich wurden die Planungen aufgrund des Widerstands im US-Kongress aufgegeben, so dass die US Coast Guard ein eigenständiger Bestandteil unter der Oberaufsicht des US-Finanzministeriums (US Department of the Treasury) blieb.

#### Ausscheiden aus dem aktiven Dienst und Zweiter Weltkrieg

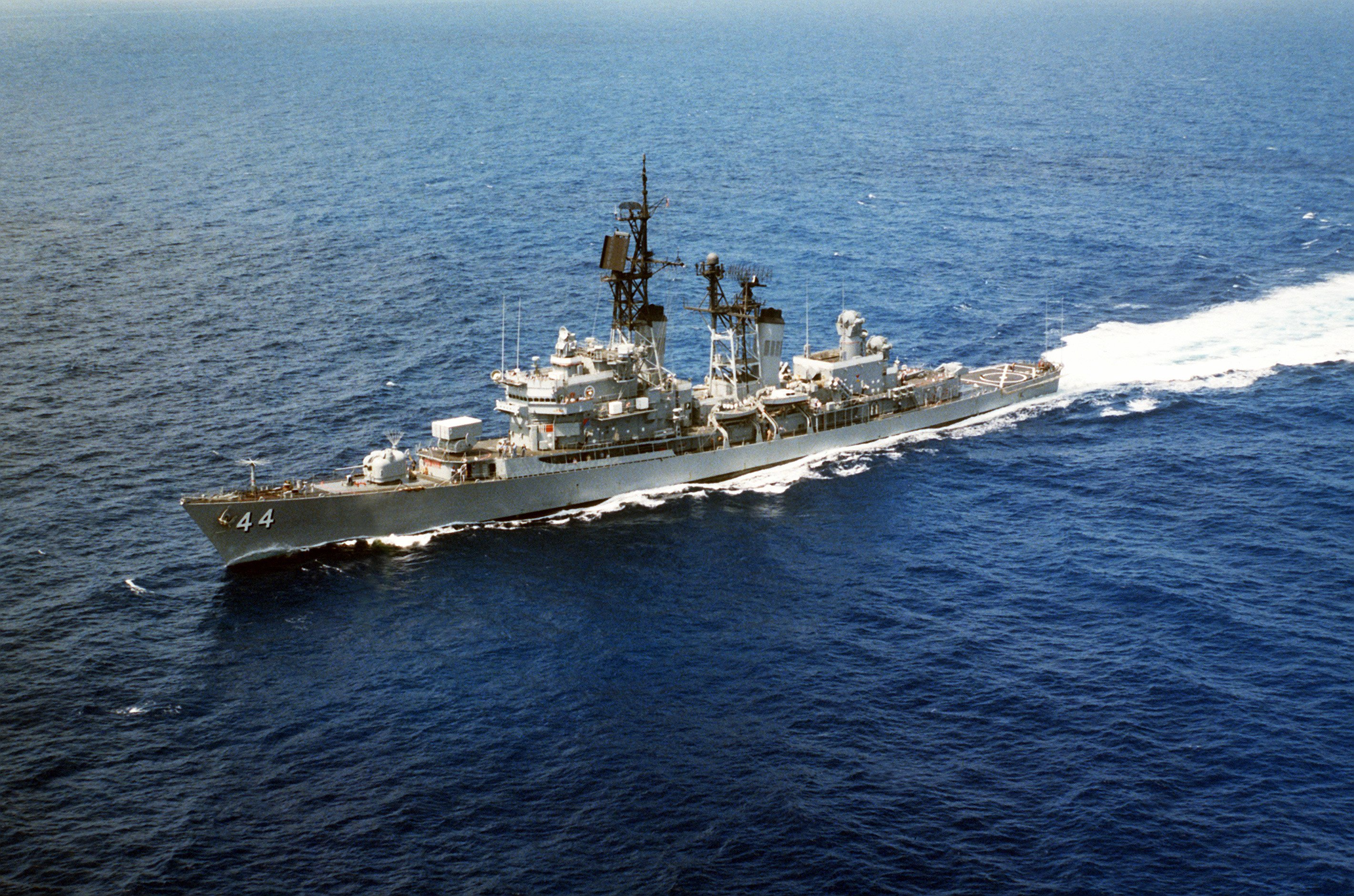
Die William V. Pratt wurde Pratt zu Ehren am 16. März 1960 von seiner Witwe Louise Johnson Pratt getauft

Im April 1933 kündigte das Weiße Haus an, dass Vizeadmiral William Harrison Standley, der bisherige Kommandeur der Aufklärungsverbände, neuer Chief of Naval Operations werden sollte. Aus Sicht von Pratt war dies nicht die erste Wahl, da er selbst seinen früheren Stabschef, Arthur Japy Hepburn, bevorzugte.
Am 30. Juni 1933 wurde er schließlich in den Ruhestand und in seinem ständigen Rang (‚Permanent Rank‘) als Konteradmiral auf die Pensionsliste genommen, ehe er nach einer neuerlichen Gesetzgebung 1937 im Rang eines Admirals auf die Pensionsliste genommen wurde. Auch nach seinem Ausscheiden aus dem aktiven militärischen Dienst war er eng mit der Marinepolitik verbunden und verfasste unter anderem einen Artikel über die Londoner Konferenz von 1935/36, die notwendig wurde, nachdem Japan 1933 aus dem Völkerbund ausgetreten war und am 29. Dezember 1934 den auf der Washingtoner Flottenkonferenz 1922 geschlossenen Fünf-Mächte-Vertrag aufgekündigt hatte.
Im Januar 1940 trat er der Redaktion des Nachrichtenmagazin Newsweek bei und schrieb für dieses bis 1946 eine wöchentliche Kolumne, die sich mit dem Zweiten Weltkrieg und später der Nachkriegszeit befasste. Im Januar 1941 wurde Pratt für einen Zeitraum von sechs Monaten in den aktiven Militärdienst zurückbefohlen, um die Marineleitung in Fragen der U-Boot-Kriegsführung zu beraten. In dieser Zeit entwickelte er ein Konzept für Geleitzüge, das letztlich zum Gewinn der Atlantikschlacht im Weltkrieg führen sollte.
Für seine langjährigen militärischen Verdienste wurden ihm unter anderem die Navy Distinguished Service Medal sowie die Army Distinguished Service Medal verliehen.
Nachdem sich sein Gesundheitszustand seit Anfang 1957 zunehmend verschlechtert hatte, verstarb Pratt am 25. November 1957 im Marinekrankenhaus von Boston. Ihm zu Ehren wurde am 16. März 1960 von seiner Witwe Louise Johnson Pratt die USS William V. Pratt getauft, ein Flottillenführer der Farragut-Klasse. Seine Dokumente wie zum Beispiel ein Manuskript seiner nicht veröffentlichten Memoiren befindet sich im Archiv des Naval History and Heritage Command.
Sein einziger Sohn William Veazey Pratt diente im Zweiten Weltkrieg als Staff Sergeant in der US Army und war später als Geologe in Alaska tätig.

## Veröffentlichungen
- The Setting for the 1935 Naval Conference, in: Foreign Affairs, Juli 1934
- Pending Naval Questions, in: Foreign Affairs, April 1935
- Warfare in Atlantic, in: Foreign Affairs, Juli 1941

## Hintergrundliteratur
- Gerald E. Wheeler: Admiral William Veazie Pratt. A Sailor’s Life, 1969
- Jondavid DuVall, Kimberly Rhoades, John E. Jackson: Naval War College Illustrated History and Guide, ISBN 1-88473-399-9, S. 17, 135
- James Bradford: Admirals of the New Steel Navy: Makers of the American Naval Tradition, 1880-1930, 2013, ISBN 1-61251-259-3
- William Trimble: Admiral William A. Moffett: Architect of Naval Aviation, 2014, ISBN 1-61251-428-6